# Medalha "Amigo da Marinha"
A Medalha "Amigo da Marinha" foi criada em agosto de 1966, para agraciar personalidades civis, sem vínculo funcional com a Marinha do Brasil, militares de outras forças, bem como instituições que se tenham distinguido no trabalho de divulgar a mentalidade marítima, no relacionamento com a Marinha, na defesa dos interesses atinentes à Marinha e na divulgação da importância do mar para o país.

## Sociedade dos Amigos da Marinha
Criada em 1972 em Santos, destinou - se a congregar os agraciados e condecorados pela Marinha do Brasil. Atualmente existem mais de 55 Sociedades dos Amigos da Marinha por todo o Brasil e em Portugal. A SOAMAR-BRASIL, fundada em 27 de julho de 1979 tem a missão estatutária de congregar as Sociedades Amigos da Marinha e Delegacia fundadas em todo território nacional. A primeira Sociedade de Amigo da Marinha foi fundada em Santos em 13 de dezembro de 1972,  teve como seu primeiro presidente Ney Garcia Soutelo. Em 13 de Novembro de 2015 foi fundada a primeira Sociedade de Amigo da Marinha no exterior do Brasil, a SOAMAR Brasil em Portugal, tendo como seu primeiro presidente o Dr. Artur Vitória.